# إنديانابوليس 500 سنة 1995
سباق إنديانا بوليس -500 ميل 1995 أقيم في حلبة إنديانابوليس موتور سبيدواي في 28 مايو 1995 وفاز في السباق جاك فيلنوف من فريق اندريتي بمتوسط سرعة 153.616 ميل/س (247.221 كم/س).
وكان أول المنطلقين سكوت برايتون بسرعة 231.604 ميل/س (372.731 كم/س).